# فالديمار أكوستا
فالديمار أكوستا (بالإسبانية: Waldemar Acosta) (25 أغسطس 1986 في الأوروغواي - ) هو لاعب كرة قدم أوروغواني في مركز الهجوم. لعب مع رامبلا جونيورز وسوسيداد ديبورتيفو كيتو ونادي بريزبان رور وديبورتيفو كولونيا ونادي سيلايا وClub Plaza Colonia de Deportes ‏ ونادي ماكارا وC.D. Técnico Universitario ‏ وCanadian Soccer Club ‏.

## وصلات خارجية
- فالديمار أكوستا على موقع قاعدة بيانات كرة القدم.إي يو (الإنجليزية)
- فالديمار أكوستا على موقع Soccerway.com (الإنجليزية)